# Hydrophis laboutei
Hydrophis laboutei är en ormart som beskrevs av Rasmussen och Ineich 2000. Hydrophis laboutei ingår i släktet Hydrophis och familjen giftsnokar och underfamiljen havsormar. Inga underarter finns listade i Catalogue of Life.
Artens utbredningsområde är Nya Kaledonien. Den vistas där i havet framför kusten och den kan dyka till 62 meters djup. Fram till 2009 var endast tre exemplar kända. De hittades som bifångst i fiskenät.  IUCN kategoriserar arten globalt som otillräckligt studerad. Honor lägger antagligen inga ägg utan föder levande ungar.